# Maurice Herman
MauriceAchille Marie Joseph Herman (Ronse, 19 december 1912 - 19 april 1997) was een Belgisch volksvertegenwoordiger.

## Levensloop
Herman promoveerde tot doctor in de rechten. Hij trouwde met Denyse Massez (1910-2006), uit een oude Ronsense familie.
Hij was de voorman van de Franstalige Ronsenaars en voerde in 1946 de CVP-PSC-lijst aan. Hij werd verkozen voor het arrondissement Oudenaarde en was volksvertegenwoordiger van 1946 tot 1954.

## Publicaties
- La liquidation de la répression, in: Revue Générale de Belgique, 1951.
- Paix aux cendres de Vindevogel, in: Le Courrier de Renaix, 9 december 1951.